# Мар Зутра II
Мар Зутра II (Мар = Господин) — 30-й экзиларх, пребывавший в области Вавилония (современный Ирак) во времена Персидской империи Сасанидов, в конце периода амораев и начале периода савораев. Единственный отпрыск из рода экзилархов, восходящего к царю Давиду. Родился после смерти отца по имени Рав Гуна Мар Бар Рав Кахана, воспитывался своим дедом. Мар Зутра II был известен тем, что поднял восстание против сасанидского царя Кавада I и установил независимую власть в городе Махуза (греч. Селевкия-Ктесифон, араб. Аль-Мадаъин) и её окрестностях в течение 7 лет. Восстание было подавлено, Мар Зутра II был казнён в 502 году, и должность экзиларха была отменена на определённое время.
Согласно исторической хронике «Седер Олам Зута» Мар Зутра II был казнён в 478 году, а его сын Мар Зутра III перебрался в Палестину, где возглавлял религиозную школу (520 год).

## Биография

### Происхождение
Звание эксиларх относится к главе политического руководства иудеев в Вавилонии и верховному полномочию по внутреиудейским делам. Эта должность держалась у рода, восходящего к царю Давиду, к Иехонии царю Иудеи и к Зоровавелю сыну Шеалтиэля. В большинстве случаев эксиларх признавался властью в качестве представителя иудеев.
Хронологическая книга «Седер Олам Зута», которая была составлена в конце периода гаонов или начале периода ришонов, является основным источником о биографии Мар Зутры II и его восстании.
О рождении Мар Зутры II существует легенда, на которую похожа многими данными другая легенда, рассказывающая о рождении эксиларха по имени Рав Бостанай Бен Ханинай, который жил через 160 лет после Мар Зутры II.
Отцом Мар Зутры II был Гуна Мар Бар Рав Кахана. Исходя из своих полномочий эксиларха, назначил одного из своих людей судьёй. Назначение было сделано, не как полагается, без уполномочения со стороны главы академии по имени Рав Ханина, который был тестем эксиларха (дочь Рава Ханины была супругой эксиларха Гуны Мар Бар Рав Каханы). Судья прибыл в академию Рава Ханины, который не признавал его назначения и не позволил ему приступить к обязанностям. Эксиларх Гуна Мар Бар Рав Кахана повелел привести к нему Рава Ханину. По его приказу, оставлен был Рав Ханина в течение ночи вне города, а на следующий день повыдёргивали ему из бороды все волосы и не дали ему гостить ни у кого из горожан. Рав Ханина отправился в синагогу и начал плакать, пока не наполнили его слезами чашу.
В доме же эксиларха, как сказано в книге «Седер Олам Зута», разразилась эпидемия и умерли все в течение одной ночи. Дочь Рава Ханины, супруга эксиларха, которая находилась в положении, осталась живой. Рав Ханина увидел во сне, как вошёл он в рощу и порубил кедровые деревья, кроме одного маленького. Собираясь рубить и его, предстал перед ним рыжеватый старец, и сказал ему: «Я Давид, царь Израиля, и роща моей является». Старец повелел ему не рубить дерево и ударил ему по лицу так, что голова его отклонилась назад. Рав Ханина проснулся и голова его отклонена назад. Урок, который он извлёк из сна — что возложено на него стеречь уголёк, чтоб не погас, чтоб не был утерян отпрыск из дома Давидова.
Рав Ханина спросил мудрецов, остался ли кто-нибудь из рода дома Давидова и получил ответ, что «не остался из них никто, кроме твоей беременной дочери». В следующие ночи возложил на себя Рав Ханина стеречь свою дочь, чтоб не повредилась она и её плод. Для этого он ложился спать у входа в её дом по ночам, пока она не родила сына, который был назван именем Зутра. Рав Ханина ухаживал за своим внуком, заботился о его воспитании и обучал его Торе, пока тот не вырос и не стал умным учеником.

### Детство
Один из зятьев семьи эксиларха, имя которого Рав Пахра (или Рав Пахда), наблюдал за происходящем и поспешил овладеть должностью эксиларха, заплатив большую взятку власти.
Когда достиг Зутра возраста 15-и лет, взял его дед, Рав Ханина, к царю/шахиншаху, и представил его перед царём в качестве законного наследника предыдущего эксиларха, и достойного занимать эту должность. Царь снял Рава Пахру с его должности и назначил Мар Зутру II эксилархом. Рав Пахра умер после этого, из-за мухи попавшей в нос (חוטם — хотэм). По книге «Седер Олам Зута», это является причиной, по которой род дома Давидова, род эксиларха, использовали рисунок мухи на их печати (חותם — хоθэм)..
Мар Зутра II служил в должности эксиларха в течение 20-и лет, итого. Параллельно ему, во главе местной академии, стояли Рав Ханина — его дед, который инструктировал его, и дополнительный мудрец по имени Рав Ицхак. 13 лет был Мар Зутра II эксилархом до начала восстания. Столица эксиларха в те годы была в городе Махуза, поблизости от рек Евфрат и Тигр. В этот период продолжалась учёба в крупных академиях Вавилонии; в академии Суры и в академии Пумпедиты.

### Восстание против сасанидской власти
Эксиларх, у которого на глазах ухудшалось положение его поданных братьев — иудеев, организовал и начал восстание. Семь лет правил Мар Зутра II городом Махуза и её окрестностями, до подавления восстания царём Кавадом I.

#### Положение иудеев в Персидской империи Сасанидов
Вавилония перешла под контроль Персидской империи Сасанидов в 224 году, в начале периода Амораев. Положение иудеев в империи Сасанидов было комфортным обычно, была у них некая автономия под предводительством эксиларха и глав академий, и религиозная жизнь осуществлялась по своему порядку. Не раз случалось ухудшение по отношению к иудеям со стороны властей, которые находились под давлением магов — священнослужителей персидской религии огнепоклонения, которые требовали применить законы их религии на всех жителей царства. В начале сасанидской власти были беды у иудеев, но спустя несколько лет иудеям было хорошо, под властью царя Шапура I, который был другом Шмуэля, главы академии Негардии. Позже был вынужден глава академии Пумпедиты, Раба Бар Нахмани (третье поколение амораев), бежать от бед 320 года. В период главы академии Суры по имени Рав Аши (третье поколение амораев), эксилархом был Рав Гуна Бар Натан, из приближённых царя Йездигерда I, и мудрецы иудеев находились при дворе царя.
Значительное ухудшение было у иудеев в конце правления Йездигерда II. Тот поддался на давление персидских магов и распорядился об отмене соблюдения Шаббата. Главы академий Вавилонии, Мар Бар Рав Аши (Сура, седьмое поколение амораев) и Рав Сама Берия Дэраба (Пумбедита, седьмое поколение амораев) объявили пост и молитву, и, по-рассказанному в «Игерет Рав Шерира Гаон», царь был укушен змеёй и умер на своей кровати, и приговор был отменен.
Дни спокойствия иудеев длились недолго. Считанные годы спустя, пришел к власти царь Пероз, который назывался иудеями «Пероз Злодей». Тот приговорил к казни троих из лидеров иудейской общины: эксиларха по имени Гуна Мари Бар Мар Зутра, и с ним мудрецов по имени Рав Амеймар Бар Мар Янука и Машаршиа Бар Пакуд (470 год). В год кончины аморы восьмого поколения по имени Раба Тосафаа (474 год), разрушили маги академии, и похитили детей иудеев и передали их на воспитание иноплеменникам персидской религии. Суровые приговоры и беды заставили иудеев бежать из страны во все стороны, в основном на Аравийский полуостров. Положение иудеев в этот период не было одинаковым во всех областях империи Сасанидов, и крупные центры, основанные на вавилонском иудействе, в Суре и Пумбедите, смогли выстроить перед трудностями и продолжить свою жизнь.
В дни власти Кавада I (начиная с 488 года) случилось дополнительное ухудшение в положении иудеев в Вавилонии. В этот период многих стало увлекать движение Маздака, религиозно-общественное движение, которое провозглашало совладение имуществом и женщинами, нечто, что было недопустимо в мыслях иудеев. Царь Кавад I находился под влиянием этого движения, и свобода действий, данная людям движения для водворения их учения, продолжалась, де-факто, при правительственной поддержке. От этого жизнь иудеев превратилась в невыносимую.
С другой стороны, было сопротивление царю Каваду I со стороны магов и аристократов. Владельцы капиталов не могли солидаризироваться с движением, призывающим к совладению имуществом, и конечно же не смирились с правительственной поддержкой, которой удостоилось движение Маздака. Сопротивление Каваду I усиливалось, и его власть начала ослабевать.

#### Ход восстания
Положение иудеев в Вавилонии, которое продолжало ухудшаться в период Мар Зутры II, привело его к военным действиям . Было это после того, как один из глав мудрецов, приближённых к Мар Зутре II, Рав Ицхак, был казнён. Эксиларх решил действовать против сасанидской власти, под опекой которой, и даже при её поощрении и инициативе, состоялись погромы иудеев, вынесены были против них суровые приговоры и главы общества были казнены.
Мар Зутра II воспользовался нестабильным статусом царя Кавада I. Приблизительно в 495 году собрал армию из 400 солдат и воевал с персидскими войсками. Мар Зутра II одержал победу и смог установить независимое царство в городе Махуза, жители которой платили ему налоги и относились к нему как к царю. Легенда рассказывает об огненном столбе, шедшим перед армией Мар Зутры II. Семь лет продолжалась независимая иудейская власть во главе с царём — эксилархом.
Параллельно, усилия сопротивляющихся царю Каваду I преуспели на некоторое время. Царь Кавад был отстранён с помощью армии и заключён в тюрьму (496 год), и вместо него был коронован его брат Замасп. Отсутствие стабильности у режима помогло Мар Зутре II править в районах своего маленького царства. Кавад I сумел сбежать из своей тюрьмы, и после того как бежал на восток и воспользовался помощью эфталитской армии (современный Афганистан), сумел в 499 году вернуться в свою страну и захватить вновь трон.
В 502 году царь Кавад I, который тем временем вернулся и укрепил свою власть заново, послал персидскую армию для подавления восстания иудеев. Маленькая армия Мар Зутры II не устояла перед большой персидской армией и потерпела поражение. В книге «Седер Олам Зута» рассказывается о нравственном «упадке», охватившем солдат Мар Зутры II. Упоминаются там грехопадения: выпивка запретного вина и даже проституция в домах иноплеменников. Эти грехи, сказано в книге, привели к удалению Шхины из иудейской армии, и таким образом пала она перед персидской армией. Мар Зутра II и его дед, глава академии Рав Ханина, были повешены на мосту Махузы, и его город был пленён персидскими солдатами.

#### После восстания
В тот же день, согласно книге «Седер Олам Зута», родился сын у Мар Зутры II, и был назван по имени отца — Мар Зутра III. Сын был спрятан, и совершил алию в 520-м году в Землю Израиля, и председательствовал во главе заседания мудрецов, он и его потомки.